# フリルフラミドイソメラーゼ
フリルフラミドイソメラーゼ(Furylfuramide isomerase、(EC 5.2.1.6)は、以下の化学反応を触媒する酵素である。
(E)-2-(2-フリル)-3-(5-ニトロ-2-フリル)アクリルアミド{\displaystyle \rightleftharpoons }(Z)-2-(2-フリル)-3-(5-nitro-2-furyl)アクリルアミド
従って、この酵素の基質は(E)-2-(2-フリル)-3-(5-ニトロ-2-フリル)アクリルアミドのみ、生成物は(Z)-2-(2-フリル)-3-(5-nitro-2-furyl)アクリルアミドのみである。
この酵素は、異性化酵素、特にシス‐トランスイソメラーゼに分類される。系統名は、2-(2-フリル)-3-(5-ニトロ-2-フリル)アクリルアミド cis-trans-イソメラーゼ(2-(2-furyl)-3-(5-nitro-2-furyl)acrylamide cis-trans-isomerase)である。NAD+とNADHの2つの補因子を持つ。